# Svaz československých muzeí
Svaz československých muzeí (dále jen "Svaz") vznikl 28. 9. 1919 jako propojení muzejníků a Ministerstva školství a národní osvěty (MŠANO). Tvůrci Svazu se inspirovali ve Velké Británii, Německu nebo Francii, kde již podobné svazy existovaly. Mezi nimi například Museum Asociation (Velká Británie, vznik 1889), Deutscher Museumsbund nebo Office International de Museés.
Na zahajovací schůzi promluvil jeden ze zakladatelů - Fridolín Macháček, který zde zároveň definoval cíle Svazu:
- uspořádat podle odborných potřeb činnost všech ve Svazu sdružených muzeí

- vymezit obvod a rozsah sběratelské činnosti každého ústavu

- zavádět jednotný způsob inventarizace a katalogizace sbírek, podávat návrhy pro jejich konzervaci

- organizovat výměnu sbírek mezi jednotlivými muzei a organizovat a zajišťovat činnost přednáškovou, výstavní a publikační činnost

- pečovat o vybudování sítě muzeí

- zajišťovat výchovu odborných úředníků

- provádět pravidelnou odbornou revizi

## Správa Svazu
Původně se Svaz jmenoval Svaz československých muzeí vlastivědných, ale aby mohl sdružovat i ostatní muzea, musel se přejmenovat pouze na Svaz československých muzeí.
Členství měla pouze česká a slovenská muzea a zpočátku nebyl o členství ve Svazu velký zájem. Po založení Svazu bylo členy jen asi 46 muzeí, do roku 1938 však tento počet vzrostl na 242 členských muzeí.
Samotná správa se skládala z Výročních sjezdů, které měly na starosti například změny stanov nebo politiku Svazu. Muzejní rada měla exekutivní moc a členové rady byli voleni na základě výročních sjezdů. Rada měla předsedu, dva místopředsedy a 9 členů.
Důvodem velkého nárůstu členů Svazu byly subvence, jež poskytovalo MŠANO. Svaz měl za úkol tyto subvence rozdělovat. Finanční podpora mohla být poskytnuta jen na akvizice, konzervaci a prezentaci. Muzea mohla získat subvence na základě revizí, jež prováděli členové Muzejní rady. Stanovily se revizní obvody, jimž byl přidělen tzv. svazový revizor. Náplní revizí bylo zjišťovat:
- stav a vhodnost budov a místností

- způsob uložení a konzervace sbírek, jejich uspořádání a zabezpečení

- způsob a kvalita evidence, systém instalace, apod.

### Svazoví revizoři
- Karel Guth - Čechy

- Jaroslav Helfert - Morava a Slezsko

- Josef Polák - Slovensko

- Rudolf Hönigschmidt - německé oblasti Čech a Moravy

## Aktivity Svazu
- snaha o vydání zákona o muzeích (zákon byl napsán, ale roku 1938 neprošel)

- pokus zařadit problematiku muzejnictví i do dalších zákonů, jako byl zákon o památkové péči nebo zákon o archivnictví

### Organizace muzeí podle Svazu
- Muzea vlastivědná

- ústřední muzea - měla soustřeďovat ten nejlepší materiál, působit zde měli jen odborníci a také měla sloužit jako vzor pro ostatní muzea

- krajová muzea - fungovala v rámci větších územních celků, měla vědeckovýzkumnou funkci

- okresní muzea - neměla vědeckovýzkumnou funkci, měla sbírat hlavně národopis a numismatiku a nemuseli zde být odborníci. Muzejníky tak zde byli především učitelé.

- památné síně - měly sloužit jen jako sklad materiálu, kde nebylo třeba žádných odborníků a stačili jen údržbáři.

- Muzea uměleckoprůmyslová

- Muzea specializovaná

## Publikační činnost
- časopis Muzejní obzor

- časopis Věstník

- Zprávy Svazu českých muzeí